# Claustropyga clausa
Claustropyga clausa är en tvåvingeart som först beskrevs av Risto Kalevi Tuomikoski 1960.  Claustropyga clausa ingår i släktet Claustropyga och familjen sorgmyggor. Arten är reproducerande i Sverige. Inga underarter finns listade i Catalogue of Life.